# Craig Ailey

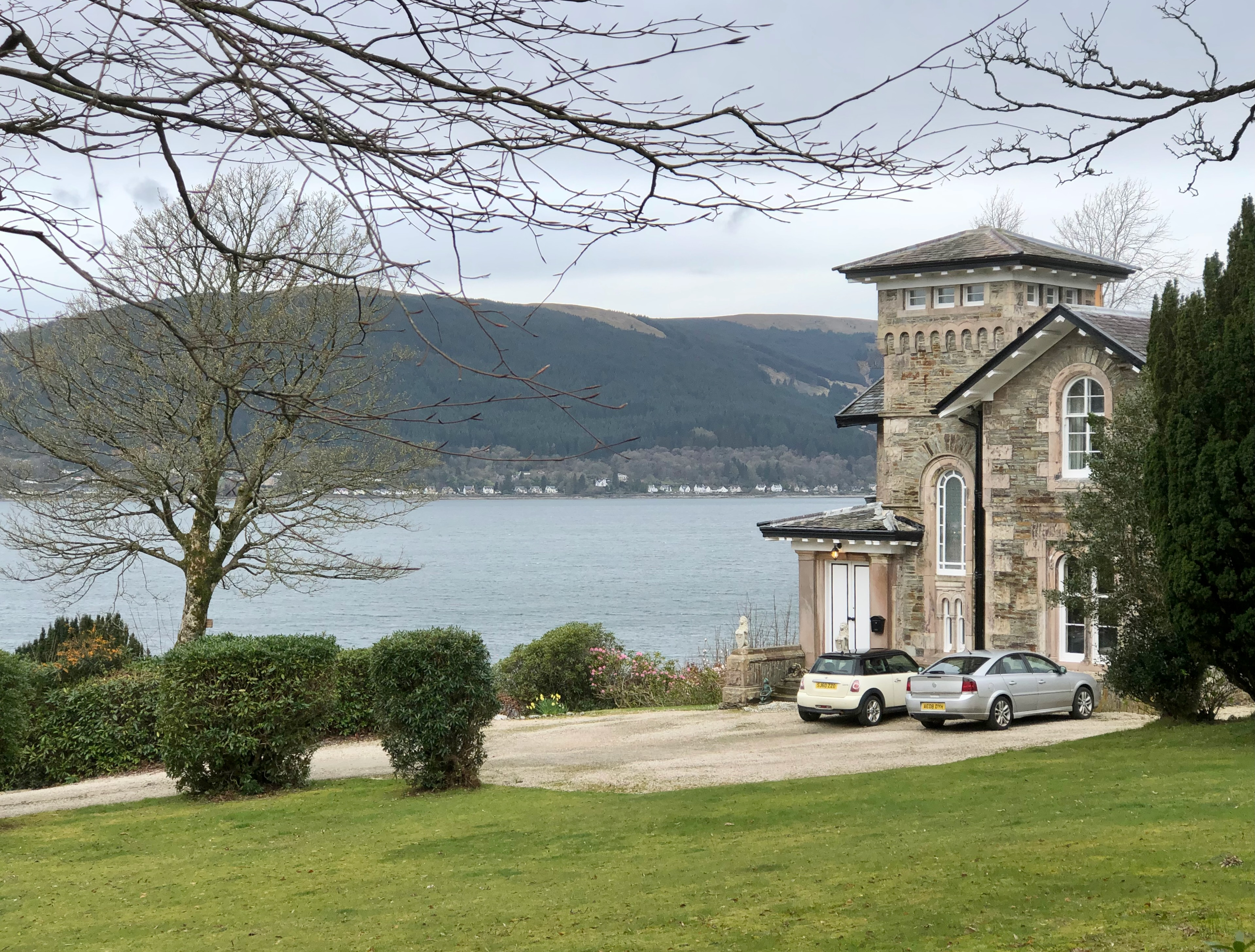
Blick über Loch Long

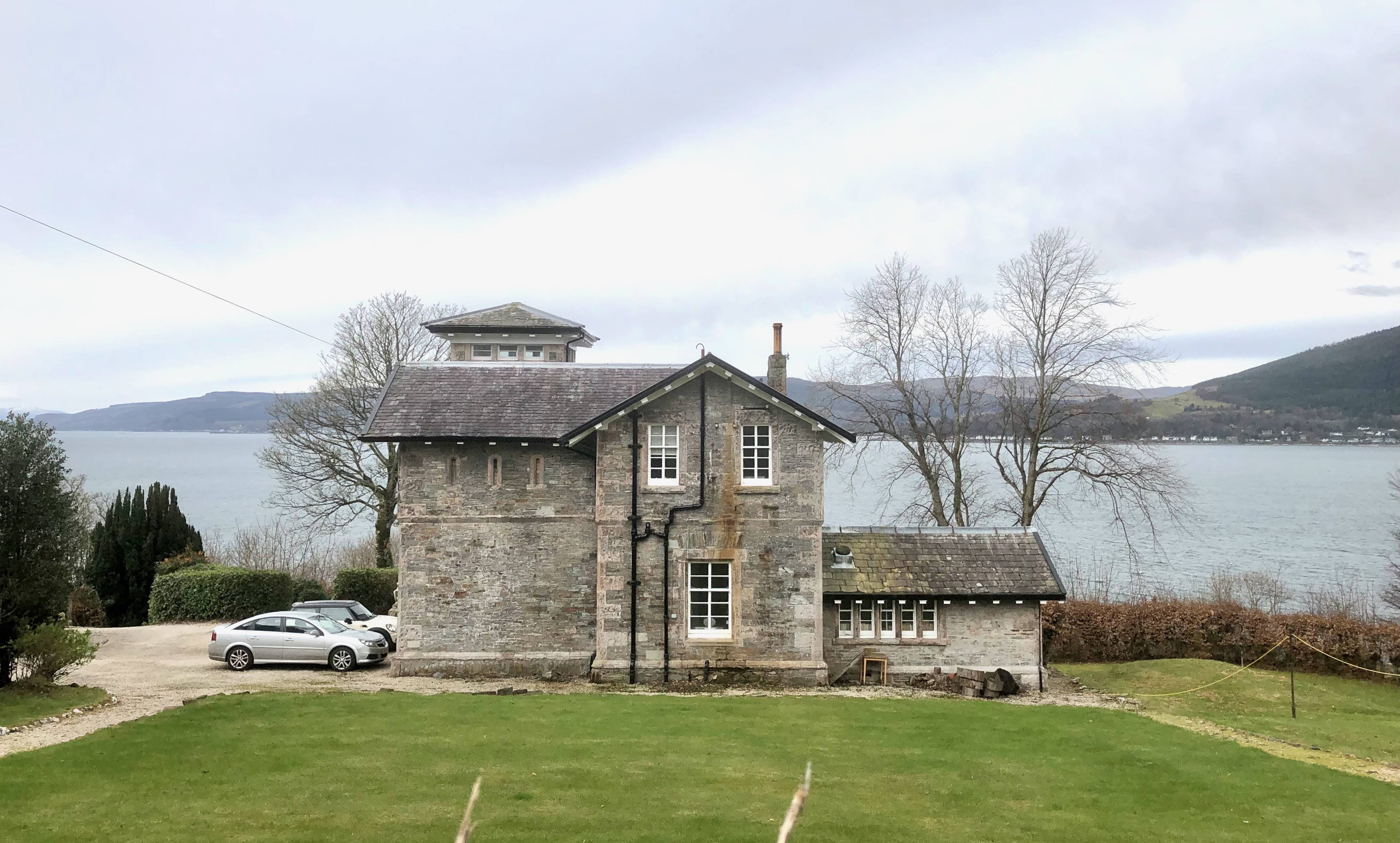
Blick über den Firth of Clyde auf Toward Point und Strone.

Craig Ailey ist der Name einer Villa in der schottischen Ortschaft Cove auf der Halbinsel Rosneath in der Council Area Argyll and Bute. Das Gebäude befindet sich am Südrand des Küstenortes im Grenzgebiet zum benachbarten Kilcreggan. Es liegt in prominenter Position in rund 25 m Höhe oberhalb der Abzweigung des Loch Long aus den Firth of Clyde in weniger als 200 m Abstand zur Küste. Aus diesem Grund stellt es von der Wasserseite aus einen markanten Punkt entlang der Küstenlinie dar. 1971 wurde Craig Ailey in die schottischen Denkmallisten in der höchsten Kategorie A aufgenommen.

## Beschreibung
Die Villa wurde im Jahre 1850 für John McElroy, einen wohlhabenden Geschäftsmann aus der Stahl- und Eisenbahnbranche, erbaut, der die Südküste Rosneaths entwickelte. Als Architekt war Alexander Thomson für die Planung verantwortlich. Das Gebäude wurde in Villa and Cottage Architecture ausführlich vorgestellt und als gutes Beispiel für die Anpassung der italienischen Villenarchitektur an die Bedürfnisse des 19. Jahrhunderts im historisierenden Italianate-Stil bezeichnet. Craig Ailey gilt als beispielhaft für Thomsons Villenarchitektur in dieser Phase. Das zweistöckige Gebäude ist aus grob behauenem Naturstein von Sandstein oder dunklen Gesteinsarten auf einer rechteckigen Grundfläche gebaut und nimmt so das Motiv der umliegenden Klippenlandschaft auf. Die Fenster und Gebäudekanten sind mit farblich abgesetzten, groben Steinen verziert. Die Umfriedungsmauer besteht aus dunklem Gestein. Im Norden befindet sich eine Toreinfahrt mit verzierten Sandsteinpfeilern. Heute ist das Gebäude noch nahezu im Originalzustand erhalten.